# Very Large Ore Carrier

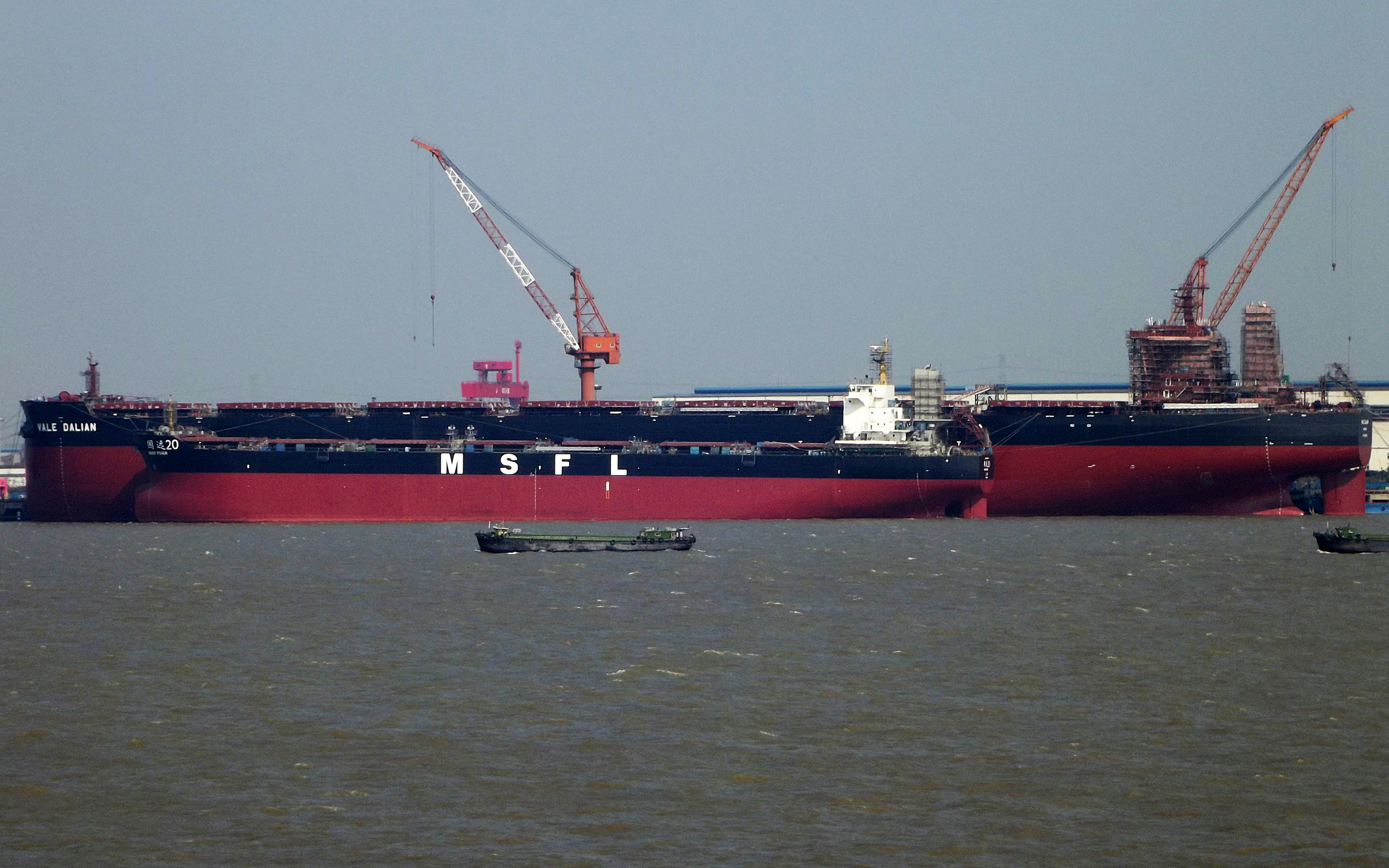
Valemax Vale Dalian — на задньому плані, все ще на верфі

Very Large Ore Carrier, (VLOC) дослівно (укр. Дуже великий рудовоз) — це особливий тип балкерів з дедвейтом понад 300 000 DWT, спеціально побудованих для транспортування залізної руди.
«Berge Stahl», дедвейт якого становить 360 000 DWT, протягом багатьох років був найбільшим і найдовшим судном цієї категорії у світі. У 2011 році він поступився цим рекордом Vale Brasil, першому судну в серії з семи суден місткістю 400 000 DWT. Це судно та його сестри управляються бразильською гірничодобувною компанією Vale SA і в кінцевому підсумку становлять новий клас суден: Valemax.